# Tama Brodzka (stacja kolejowa)
Tama Brodzka – stacja kolejowa (dawniej węzłowa) w Tamie Brodzkiej, w gminie Brodnica, w powiecie brodnickim, w województwie kujawsko-pomorskim.